# Paul Manneville
Paul Manneville (* 6. Dezember 1946 in Bar-le-Duc) ist ein französischer Physiker, der sich mit Hydrodynamik und nichtlinearer Dynamik (Chaostheorie) beschäftigt.
Manneville ging in Tannois zur Schule, besuchte ab 1957 das Lycée Raymond Poincaré in Bar-le-Duc und ab 1964 das Lycée Henri Poincaré in Nancy, studierte ab 1966 an der Ecole Centrale des Arts et Manufactures mit dem Abschluss als Ingenieur 1969 (DEA) und wurde 1977 an der Universität Paris-Süd in Orsay in Physik promoviert. Er war 1970 bis 1992 am französischen Kernforschungszentrum in Saclay tätig (Labor für Festkörperphysik) und ist Forschungsdirektor des CNRS am Hydrodynamik Labor (LadHyX) der École polytechnique, an dem er ab 1992 war. 2012 wurde er emeritiert. Er lebt in Angers.
Er ist bekannt für seine Pionierarbeiten mit Yves Pomeau Ende der 1970er Jahre zur Intermittenz zum Beispiel im Übergang zur Turbulenz in der Hydrodynamik, speziell auch bei Rayleigh-Bénard-Konvektion. Er befasste sich auch mit Instabilitäten und Musterbildung in Flüssigkristallen, mit spatio-temporalem Chaos und mit dem laminar-turbulenten Übergang in Wandscherströmungen und in dünnen Filmen.
1988 erhielt er den Paul-Langevin-Preis.
Er war Mitherausgeber von Journal of Physics A, Journal of Fluid Mechanics und Physical Review E.
Er ist verheiratet und hat vier Kinder.

## Schriften
- Dissipative structures and weak turbulence. Academic Press 1990
- Instabilities, chaos and turbulence. Imperial College Press/World Scientific 2004, 2010
- Herausgeber mit C. Godrèche: Hydrodynamics and nonlinear instabilities. Cambridge University Press 1998, 2005
- Herausgeber mit Nino Boccara, Gérard Y. Vichniac & Roger Bidaux: Cellular automata and modelling of complex physical systems. Les Houches winter school (Februar 1989), Springer 1989
- mit Pomeau: Intermittent transition to turbulence in dissipative dynamical systems.  Communications in Mathematical Physics, Band 74, 1980, S. 189–197
- Herausgeber mit José E. Wesfreid, Helmut R. Brand, Gilbert Albinet & Nino Boccara: Propagation in Systems Far from Equilibrium, Proceedings of the Workshop, Les Houches, France, March 10–18, 1987. Springer Series in Synergetics, Volume 41, Springer 1988.